# Dancer
Dancer és una pel·lícula documental estatunidenca del 2016 dirigit per Steven Cantor. S'ha doblat i subtitulat al català.
El film se centra en Serguei Polunin, un talent de ballet que qüestiona la seva existència i el seu compromís amb la dansa just quan està a punt de convertir-se en una llegenda.
Després de la seva estrena, la pel·lícula va rebre crítiques generalment positives. El crític deThe Independent Geoffrey Macnab va elogiar l'ús de la pel·lícula de fonts arxivístiques, la va descriure com a "commovedora" i li va donar quatre estrelles de cada cinc. En una ressenya de The Irish Times, Tara Brady va felicitar la intepretació de Polunin i també va concedir a la pel·lícula quatre estrelles. Wendy Ide de The Guardian va elogiar el metratge d'arxiu i el va qualificar d'un "bell documental que fa una descripció impressionant tant de la precisió com del físic de Polunin al cim de la seva carrera". No obstant això, va criticar que "la veritat és bastant més complexa que culpar directament els antecedents familiars inquiets", motiu pel qual va donar a la pel·lícula tres estrelles. En una revisió agredolça, Peter Bradshew de The Guardian va qualificar la pel·lícula de "documental simpàtic, útil però respectuosament poc intrusiu".